# Ungarneinfälle

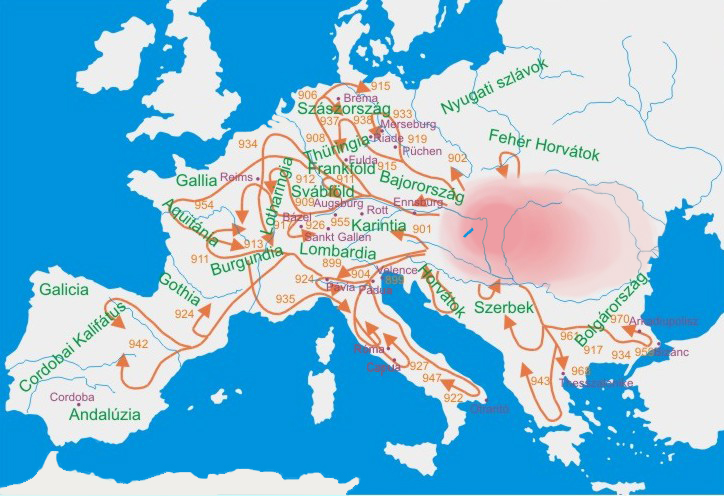
Karte der wichtigsten Feldzüge der Ungarn, Ende 9. bis weit ins dritte Viertel des 10. Jahrhunderts

Die Ungarneinfälle (auch Ungarnstürme), in der ungarischen Literatur als Landnahmezeit bezeichnet, waren eine im Jahre 899 begonnene Serie von kriegerischen Auseinandersetzungen zwischen den noch nicht sesshaften Ungarn, den Magyaren, und ihren Nachbarn. Am häufigsten kam es dabei zu Zusammenstößen mit dem Ostfrankenreich, bis die Magyaren 955 bei der Schlacht auf dem Lechfeld eine vernichtende Niederlage hinnehmen mussten. Diese Epoche, in der auch Plünderzüge bis nach Frankreich (Westfrankenreich), Nordspanien und Oberitalien, aber auch nach Bulgarien erfolgten, endete mit der Regierungszeit des Großfürsten Géza.

## Begegnung unter den Karolingern
Krieger des Reitervolks der Magyaren erschienen erstmals in den Jahren 892 bis 894 als Söldner für König Arnulf. Doch nach ihrem Zug über die Karpaten begannen sie im Jahr 899 mit einem Einfall in Italien, bei dem sie dem Heer des italienischen Königs Berengar I. eine schwere Niederlage zufügten. In der Zeit der Karolinger folgte eine Serie stetiger Beutezüge nach Westen.

## Einfälle im Ostfrankenreich
Schon 881 kam es bei Wenia (Siedlung Wien oder Fluss Wien) zu einem Angriff der Magyaren. Die Marcha orientalis des bairischen Herzogtums war damals infolge der Thronzwistigkeiten der Karolinger ebenfalls von innenpolitischen Kämpfen, namentlich der Wilhelminer und Aribonen, gespalten, und in Kämpfe mit dem Mährerreich verstrickt. Man hatte schon die pannonischen Eroberungen Karls des Großen an dieses eingebüßt.
Nach dem Tod Kaiser Arnulfs fielen die Magyaren im niederösterreichischen Donautal, dem Marchfeld, ein. Einem bairischen Heerbann unter Markgraf Luitpold und Bischof Richard von Passau gelang es am 20. November 900 am Nordufer der Donau, eine Einheit von 1200 Kriegern niederzumachen, während die Mehrheit der Magyaren bereits beutebeladen zurückgekehrt war. Im Folgejahr 901 wiederholte sich die Situation, als die Bayern am 11. April an der Fischa, einem Nebenfluss der Donau, das Heer der Ungarn, das sich auf dem Rückweg befand, erneut schlugen. Der größte Sieg gelang jedoch 904 oder 906, als der Kende Kursan einem Hinterhalt der Bayern zum Opfer fiel. Die Bayern luden die Magyaren zu einem Gastmahl und erschlugen den Fürsten Kursan und sein Gefolge.
Davon unbeeindruckt zerschlugen die Magyaren 905/6 das Mährerreich und fielen nach Sachsen ein. Durch ihre Siege beflügelt, wagten die Bayern 907 eine Invasion auf magyarisches Gebiet, die für sie in der Katastrophe endete. In der Schlacht von Pressburg wurde das Heer eingekesselt und vernichtet. Luitpold fiel und mit ihm die obersten Würdenträger Bayerns. Unklar ist, ob und inwieweit der Tod des bedeutendsten Großfürsten der Ungarn, Árpád, im selben Jahr mit dieser Schlacht in Zusammenhang steht.
Der neue Herzog der Bayern, Arnulf der Böse, begann sofort mit dem Aufstellen eines Reiterheeres gegen die Magyaren. Dafür führte er eine neue Belehnungspflicht ein, wonach jeder weltliche oder geistliche Grundherr pro zehn Bauern einen Reiter zu stellen hatte, was ihm die Geistlichkeit jedoch verweigerte. Als die Ungarn 908 Sachsen heimgesucht hatten, fielen sie 909 wieder plündernd in Bayern ein und drangen bis Freising und Schwaben vor. Auch Arnulf nutzte die verschlechterte Manövrierfähigkeit der beladenen Magyaren auf dem Rückweg und schlug sie und ihren Anführer Szabolcs am 11. August an der Rott zwischen Eggenfelden und Pfarrkirchen.
Die Niederlage kann jedoch nicht bedeutend gewesen sein, da die Magyaren bereits 910 erneut einfielen, ein Heer der Schwaben aufrieben, wobei der Pfalzgraf Gozbert fiel, und am 22. Juni das fränkische Heer unter König Ludwig dem Kind auf dem Lechfeld besiegten. Bei Neuching gelang es Arnulf mit seinen Bayern zwar, einer Einheit der Magyaren eine Niederlage beizubringen, doch das Jahr 910 wird deutlich durch das Scheitern auf dem Lechfeld überschattet.

## Einfälle unter König Konrad I.

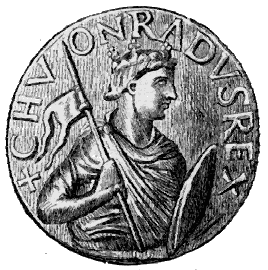
Siegel Konrads I.

Die Regentschaft König Konrads I. wurde durch Einfälle der Ungarn und Aufstände in den Herzogtümern Bayern, Sachsen und Schwaben maßgeblich erschüttert. Sein Herrschaftsbereich beschränkte sich dadurch im Wesentlichen auf sein fränkisches Stammland.
Im Jahre 912 zogen die Magyaren im nächsten Jahr wieder durch Bayern und Schwaben. Wieder versperrte ihnen Herzog Arnulf mit einem starken Heer zusammen mit dem schwäbischen Pfalzgrafen Erchanger den Rückweg. Diesmal war der Sieg deutlich – angeblich überlebten nur 30 Magyaren. Zumindest scheint es in der Folge der Schlacht zu einem Abkommen mit den Magyaren gekommen zu sein, wahrscheinlich die Auslieferung gefangener magyarischer Führer betreffend.
Nach seinem gescheiterten Aufstand gegen König Konrad nutzte Arnulf 914 seine neuen diplomatischen Beziehungen und floh zu den Ungarn. In den folgenden 13 Jahren blieb Bayern, durch Arnulfs Abkommen geschützt, von weiteren Einfällen der Ungarn verschont.

## Reaktion König Heinrichs I.
Weil die Magyaren in den Jahren nach Arnulfs Flucht Bayern verschonten, wurde die Belastung für die übrigen Stämme umso stärker. Herzog Heinrich von Sachsen hatte 913 bereits ein Heer der Ungarn bei Merseburg gestellt. Im Jahr 915 verwüsteten die Magyaren Schwaben, Thüringen und Sachsen. Ebenfalls 915 plünderten und zerstörten sie sogar Bremen, 917 zerstörten sie Basel und drangen bis ins Elsass und nach Lothringen vor.
Auch das Jahr von Heinrichs Krönung zum König 919 war begleitet von einem größeren Einfall der Magyaren. Als Heinrich 926 bei Werla an der Oker einen wichtigen Fürsten der Magyaren gefangen nehmen konnte, handelte er einen zehnjährigen Waffenstillstand für Sachsen aus, den er nutzte, eine Heeresreform durchzuführen und neue Burgen zu errichten. Die Burgenordnung von 926 sah den Bau von Fluchtburgen, die heute sogenannten Ungarnwälle vor, deren Verproviantierung und Ausstattung sowie den Aufbau eines Reiterheeres.
Es blieb aber nicht aus, dass die Ungarn sich wieder Süddeutschland zuwendeten. 926 bestürmten sie Augsburg, das von Bischof Ulrich verteidigt wurde. Herzog Arnulf, der inzwischen wieder in Bayern weilte, sah sich gezwungen, durch Tributzahlungen einen Frieden zu erkaufen.
Am 1. Mai plünderten sie die Stadt und Kloster St. Gallen „und verbrannten Basel. Unsägliches hatte das Volk von diesen Raubzügen und den inneren Kämpfen zu leiden. ‚Alle hadern‘, klagt ein Abt von St. Gallen aus dieser Zeit, ‚Mitbürger und Stammesgenossen kämpfen gegeneinander, das Gesetz wird mit Füßen getreten, und die, welche Verteidiger des Vaterlandes und des Volkes sein sollten, geben den anderen selber Anlass zum Streit.‘“
Am Ingelheimer Hoftag 927 beschlossen Heinrich und Arnulf ein gemeinsames Vorgehen gegen die Magyaren. König Heinrich verweigerte den Tribut an die Ungarn. Dies entsprach einer Kriegserklärung. Am 15. März 933 traf das ostfränkische Heer bei Riade an der Unstrut auf die Ungarn. Die Schlacht bei Riade endete mit einem eindeutigen Sieg für Heinrich. Die Magyaren wurden vom Schlachtfeld getrieben und ihr Lager erobert. Heinrich ging aus diesem Kampf zwar als Sieger hervor, entschloss sich aber dennoch, den Magyaren lieber freiwillig Tribut zu entrichten, als erneut sein Glück herauszufordern.

## Niederschlagung durch König Otto I.

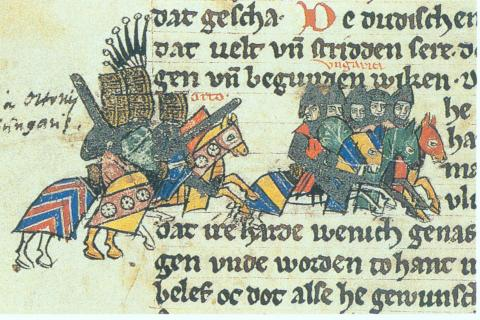
Die Lechfeldschlacht in der Sächsischen Weltchronik, um 1270

Die Niederlage bei Riade hielt die Magyaren nicht davon ab, 934 zusammen mit den Petschenegen einen Zug nach Byzanz zu unternehmen. 937 zogen sie bis Frankreich, und im Jahr darauf nutzten sie eine Erhebung gegen Otto I., seit 936 deutscher König, um in Sachsen einzufallen. Die neuen Burgen boten den Verteidigern jedoch genug Spielraum, die Eindringlinge zurückzuschlagen.
Am 12. August 943 triumphierten die Bayern mit einem offensiven Sieg Herzog Bertholds (Sohn von Luitpold, Bruder von Arnulf) auf der Welser Heide (Österreich). Er fügte den Magyaren eine schwere Niederlage zu. Dabei wurden sie erstmals nicht erst auf dem Rückzug getroffen. Daraus kann geschlossen werden, dass das Grenzland erfolgreich überwacht werden konnte. Im Jahr 947 starb der magyarische Anführer Szabolcs. Ihm folgte Fajsz nach. Nach einem weiteren Sieg 948 zogen die Bayern unter dem von Otto neu eingesetzten Herzog Heinrich 949 oder 950 bis nach Sopron.
Als sich im Liudolfinischen Aufstand fast der gesamte Süden des Reiches gegen Otto erhob, nutzten die Magyaren 954 diese Chance und zogen in ihrem bislang weitesten Zug über Bayern und Belgien bis nach Nordfrankreich, zurück über Oberitalien und Kroatien. Doch als im Folgejahr 955 eine ungarische Gesandtschaft in Sachsen eine Erneuerung von Verträgen anbot, schlug Otto dieses Angebot aus. Durch den ungarischen Angriff mussten die wichtigsten Oppositionellen Otto Heerfolge leisten.
Otto stellte das magyarische Heer am 10. August 955 in der Schlacht auf dem Lechfeld. Anders als sein Vater bei Riade, gab sich Otto nicht mit der Vertreibung zufrieden, sondern ließ den fliehenden Magyaren auflauern und diese niedermachen, bis das gesamte Heer aufgerieben war. Diese Strategie der Vernichtung von Eindringlingen zeigt sich auch gegen die Abodriten in der Schlacht von Raxa, als 700 Krieger enthauptet wurden.

## Ende der Ungarneinfälle nach der Schlacht auf dem Lechfeld
Infolge der Niederlage am Lechfeld begannen die Magyaren einen sesshafteren Lebenswandel zu entwickeln. Das spätere Königreich Ungarn konnte entstehen, während weitere Beutezüge nach Westen ausblieben.

## Spätere Ungarneinfälle

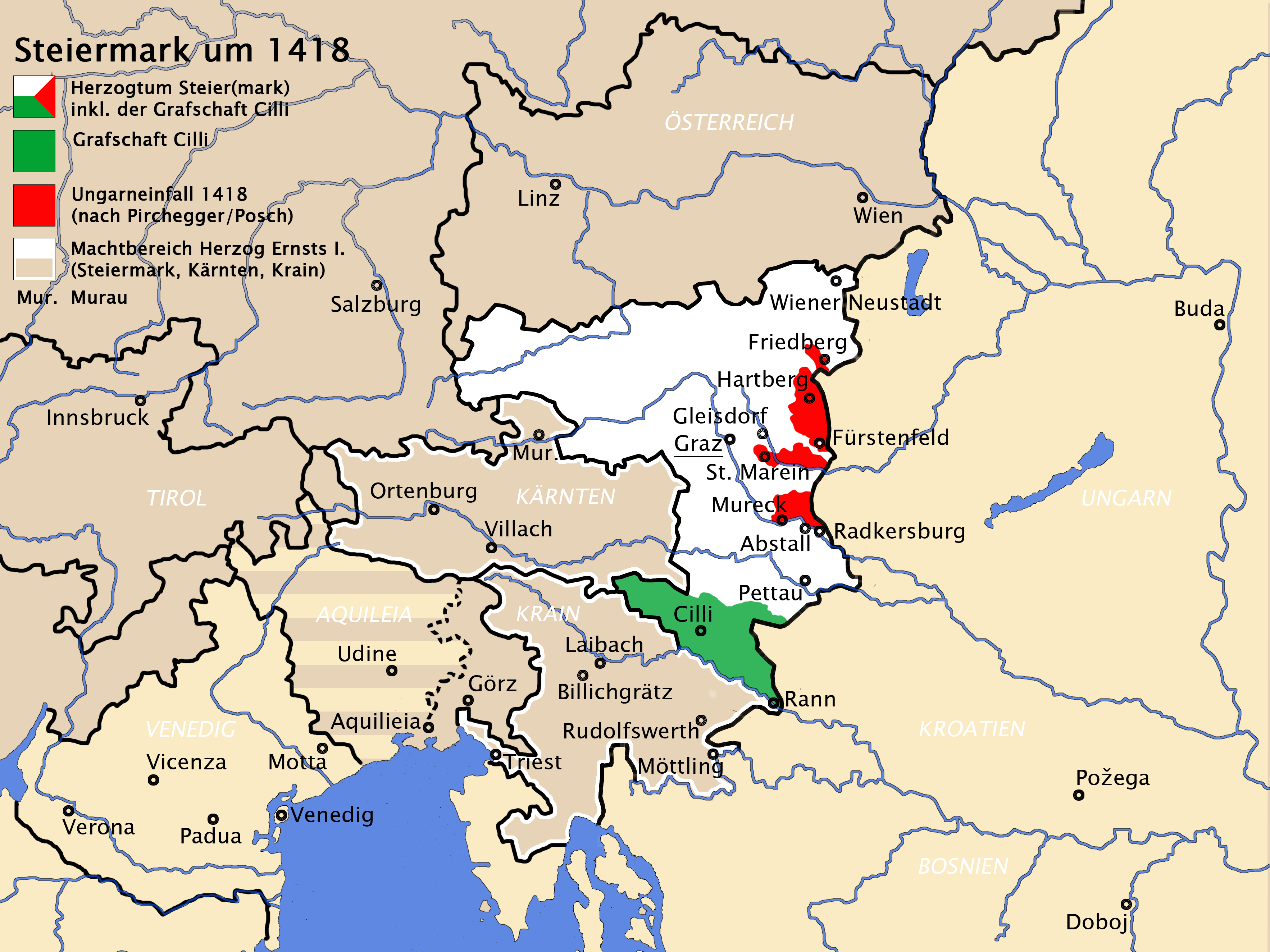
Der Ungarneinfall von 1418 (rot) führte in der Oststeiermark zu einem Siedlungsrückgang

Zwar verschieden von den o. g. Einfällen der Ungarn zur Zeit ihrer Landnahme, wurden in einigen Chroniken dennoch auch spätere ungarische Angriffe gelegentlich noch als „Ungarneinfälle“ bezeichnet, so z. B. im 13. Jahrhundert  oder 1418 die Angriffe auf die Steiermark (von Friedberg bis Radkersburg) zur Zeit König Sigismunds sowie während der Ungarnkriege (1446–1490).